# باول كارسون
باول كارسون هو صحفي رياضي كندي، ولد في 22 نوفمبر 1950 في لندن في كندا، وتوفي في 21 ديسمبر 2010 في منطقة شمال فانكوفر ‏ في كندا بسبب سرطان البنكرياس.